# Proscelotes aenea
Proscelotes aenea — вид сцинкоподібних ящірок родини сцинкових (Scincidae). Ендемік Мозамбіку.

## Поширення і екологія
Proscelotes aenea були відомі за типовим зразком, зібраним у 1928 році поблизу міста Лумбо. Вид не спостерігався близько 100 років, поки у 2021 році він не був повторно відкритий неподалік від типової місцевості.